# Universidad Agrónoma y Mecánica de Florida
La Universidad Agrónoma y Mecánica de Florida (en inglés Florida Agricultural and Mechanical University), conocida popularmente como Florida A&M, es una universidad pública históricamente negra localizada en Tallahassee, Florida, y es una de las doce universidades que conforman el sistema universitario estatal de Florida.
El alumnado de FAMU está compuesto mayoritariamente por estudiantes de pregrado. La universidad ofrece 62 títulos de pregrado y 36 de postgrado, incluyendo once doctorados y dos de estudios profesionales. El programa académico más reconocido de FAMU es su programa de ingeniería que comparte con Florida State University. 